# دون غالواي
دون غالواي (بالإنجليزية: Don Galloway)‏ مواليد 27 يوليو 1937 في بروكسفيل - الوفاة 08 يناير 2009 في رينو، هو ممثل أمريكي بدأ مسيرته الفنية سنة 1962. فاز بجائزة المسرح العالمي. امتدت مسيرته الفنية لأكثر من 31 عاما.

## الأعمال

### أفلام
- البرد الكبير (1983) (بدور: ريتشارد بوينس)

### مسلسلات
| السنة | العمل               | الدور       |
| ----- | ------------------- | ----------- |
| 1962  | ذا سيكرت ستورم      |             |
| 1963  | ذا فيرجينيان        | جاك أندرسون |
| 1967  | أيرون سايد          |             |
| 1971  | الحب                | كيفن دوغلاس |
| 1978  | مسلسل ملائكة تشارلي |             |
| 1980  | جزيرة الفنتازيا     |             |
| 1983  | السائق نايت         | إدوارد كول  |
| 1985  | المستشفى العام      |             |
| 1988  | بيري ماسون          |             |
| 1989  | ماتلوك              |             |
| 1990  | دالاس               |             |
| 1990  | بيري ماسون          |             |
| 1993  | أيرون سايد          |             |

## روابط خارجية
- دون غالواي على موقع IMDb (الإنجليزية)
- دون غالواي على موقع ألو سيني (الفرنسية)
- دون غالواي على موقع أول موفي (الإنجليزية)
- دون غالواي على موقع قاعدة بيانات برودواي على الإنترنت (الإنجليزية)
- دون غالواي على موقع قاعدة بيانات الأفلام السويدية (السويدية)
- دون غالواي على موقع إن إن دي بي (الإنجليزية)
- دون غالواي على موقع قاعدة بيانات الفيلم (الإنجليزية)
- دون غالواي على موقع كينوبويسك (الروسية)